# Лепи громе мој
Лепи громе мој је песма коју пева Светлана Ражнатовић, српска певачица. Песма је објављена 2006. године у емисији Браво шоу на тв. каналу Пинк. Ово је прва песма коју је Величковић-Ражнатовић снимила за албум Идеално лоша (2006.), друга отпевана на турнеји „Позив” (2013.—2016.).

## Текст и мелодија
Песма Лепи громе мој је ауторско дело; текст су написали Љиљана Јорговановић и Марина Туцаковић.
Назив песме је вокатив односно падеж дозивања за синтагму лепи гром мој, а значајно је поменути да се нашао у радној свесци за ученике петог разреда.
Музику и аранжман за песму радио је Александар Милић, из бенда Милиграм.

## Спот
(Сани мјузик) и Miligram Music (Милиграм мјузик) уз Ceca Music (Цеца мјузик) урадили су спот за песму. 
На Јутјуб је отпремљен 27. јануара 2014. године.